# Brachypanorpa carolinensis
Brachypanorpa carolinensis är en näbbsländeart som först beskrevs av Banks 1905.  Brachypanorpa carolinensis ingår i släktet Brachypanorpa och familjen Panorpodidae. Inga underarter finns listade i Catalogue of Life.